# Telephlebia tryoni
Telephlebia tryoni – gatunek ważki z rodziny żagnicowatych (Aeshnidae).